# Fabòidies
Les fabòidies (Faboideae) són un conjunt d'espècies de plantes que formen una de les tres subfamílies en què es divideix la família de les lleguminoses o fabàcies (Fabaceae). També se la coneix amb el nom de Papilionoideae.

## Classificacions
La subfamília de les fabòidies és la divisió més important de les fabàcies, i s'estén per tots els continents a excepció de les regions àrtiques. Comprèn 476 gèneres i 13.900 espècies. Els gèneres amb major nombre d'espècies són: Astragalus (2400-3270), Indigofera (700), Crotalaria (700), Mirbelia sensu lato (450), Tephrosia (350), Desmodium (300), Aspalathus (300), Oxytropis (300), Adesmia (240), Trifolium (240), Rhynchosia (230), Lupinus (200), Aeschyomene (160), Hedysarum (160), Lathyrus (160), Vicia (160), Dalea (150), Eriosema (150), Lotononis (150), Millettia (150), Vigna (150), Swartzia (140), Daviesia (135), Lonchocarpus (135), Machaerium (130), Onobrychis (130), Ormosia (130), Lotus (inc. Coronilla, 125), Lonchocarpus (120), Erythrina (110), Gastrolobium (110), Mucuna (105) i Pultenaea (100).
Les espècies llenyoses són generalment termòfiles; moltes de les herbàcies són de regions temperades i fredes, si bé es troben també representades als tròpics. Aquesta subfamília comprèn moltes plantes útils i molt conegudes, com el pèsol, el cigró, el fesol o la mongeta, la veça, els trèvols, la fava, l'alfals i la soia, entre d'altres.
Les plantes d'aquesta subfamília es diferencien de la resta de les subfamílies pertanyents a les lleguminoses en el fet que les seves flors duen quatre pètals envoltats tubularment, creant una mena de tub per l'extrem del qual sobresurten els seus llargs estams. El cinquè pètal està estès com una vela i s'anomena estendard o vexilo.

## Descripció
Les fabòidies poden ser arbres, arbusts, enfiladisses llenyoses o herbàcies perennes o anuals. Les seves fulles són, generalment, pinnades o digitades, freqüentment trifoliades, algunes vegades unifoliades i fins nul·les, però mai bipinnades. Les flors es disposen en raïms, panotxes, capítols o espigues, i són zigomorfes, i rarament actinomorfes. La prefloració és imbricada, poques vegades valves. La prefloració de la corol·la és descendent: l'estendard és extern cobrint els pètals veïns. La corol·la és generalment "apapallonada" o "papilionoidea", amb els dos pètals inferiors connivents o units en l'àpex, formant la quilla. Els dos laterals estesos com ales i el superior alçat, de major mida, anomenat estendard. El calze està format per 5 sèpals soldats entre si i és campanulat o tubular. L'androceu està format per 10 estams, poques vegades menys, generalment amagats dins la quilla i es troben més o menys soldats entre si. Són típicament diadelfs (9 + 1), però també poliadelfs o lliures. Els òvuls són campilòtrops. Les llavors presenten un embrió corbat, rarament recte; el fil és de mida mitjana a gran.
La fórmula floral és la següent: {\displaystyle \downarrow K_{(5)}C_{3+(2)}A_{(10)}G_{\underline {1}}} o {\displaystyle \downarrow K_{(5)}C_{3+(2)}A_{(9)+1}G_{\underline {1}}}. La primera si són diadelfs, la segona si no ho són.

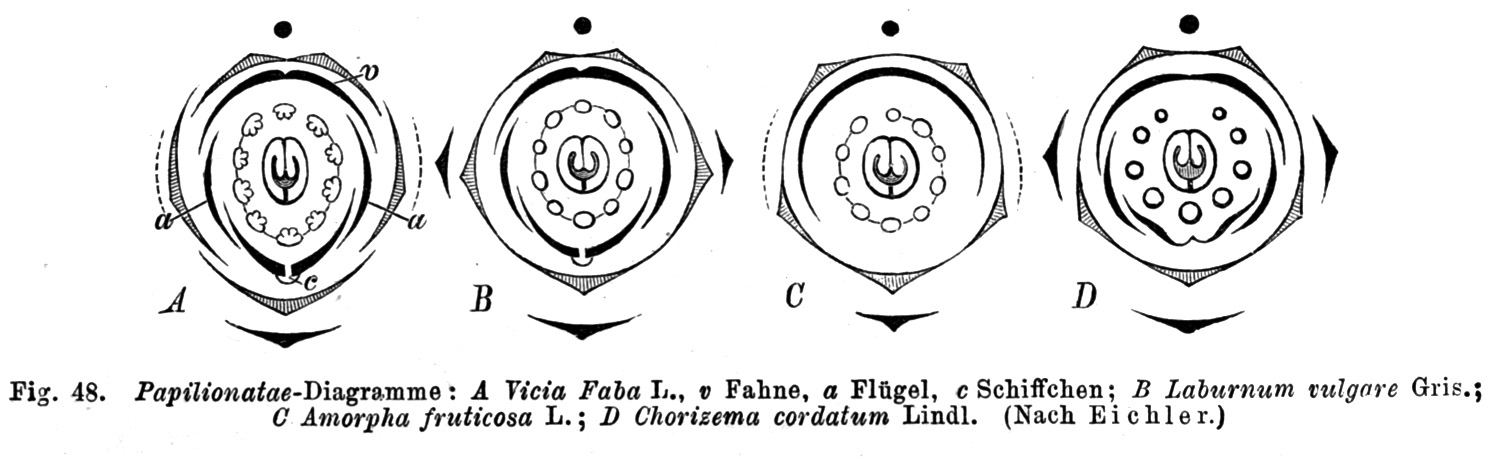
Talls transversals d'algunes flor de faboideae

## Tribus i gèneres

### Tribus
- Abreae
- Adesmieae
- Aeschynomeneae
- Amorpheae
- Bossiaeeae
- Brongniartieae
- Carmichaelieae
- Cicereae
- Crotalarieae
- Dalbergieae
- Desmodieae
- Dipterygeae
- Euchresteae
- Galegeae
- Genisteae
- Hedysareae
- Indigofereae
- Liparieae
- Loteae
- Millettieae
- Mirbelieae
- Phaseoleae
- Podalyrieae
- Psoraleeae
- Robinieae
- Sophoreae
- Swartzieae
- Thermopsideae
- Trifolieae
- Vicieae

### Gèneres
- Abrus
- Acosmium
- Adenocarpus
- Adenodolichos
- Adesmia
- Aenictophyton
- Aeschynomene
- Afgekia
- Aganope
- Airyantha
- Aldina
- Alexa
- Alhagi
- Alistilus
- Almaleea
- Alysicarpus
- Amburana
- Amicia
- Ammodendron
- Ammopiptanthus
- Amorpha
- Amphicarpaea
- Amphimas
- Amphithalea
- Anagyris
- Anarthrophyllum
- Andira
- Angylocalyx
- Antheroporum
- Anthyllis
- Antopetitia
- Aotus
- Aphyllodium
- Apios
- Apoplanesia
- Apurimacia
- Arachis
- Argyrocytisus
- Argyrolobium
- Arthroclianthus
- Aspalathus
- Astracantha
- Astragalus
- Ateleia
- Austrodolichos
- Austrosteenisia
- Baphia
- Baphiopsis
- Baptisia
- Barbieria
- Behaimia
- Bergeronia
- Bituminaria
- Bobgunnia
- Bocoa
- Bolusafra
- Bolusanthus
- Bolusia
- Bossiaea
- Bowdichia
- Brachysema
- Brongniartia
- Brya
- Bryaspis
- Buceras
- Burkilliodendron
- Butea
- Cadia
- Cajanus
- Calia
- Calicotome
- Callerya
- Callistachys
- Calophaca
- Calopogonium
- Calpurnia
- Camoensia
- Camptosema
- Campylotropis
- Canavalia
- Candolleodendron
- Caracallae
- Caragana
- Carmichaelia
- Carrissoa
- Carstienses
- Cascaronia
- Castanospermum
- Catiang
- Caulorrhizae
- Centrolobium
- Centrosema
- Chadsia
- Chaetocalyx
- Chamaecytisus
- Chapmannia
- Chesneya
- Chorizema
- Christia
- Cicer
- Cladrastis
- Clathrotropis
- Cleobulia
- Clianthus
- Clitoria
- Clitoriopsis
- Cochlianthus
- Codariocalyx
- Collaea
- Cologania
- Colutea
- Condylostylis
- Condylostylus
- Cordyla
- Coronilla
- Coursetia
- Craibia
- Cranocarpus
- Craspedolobium
- Cratylia
- Crotalaria
- Cruddasia
- Cullen
- Cyamopsis
- Cyathostegia
- Cyclocarpa
- Cyclolobium
- Cyclopia
- Cymbosema
- Cytisophyllum
- Cytisopsis
- Cytisus
- Dahlstedtia
- Dalbergia
- Dalbergiella
- Dalea
- Dalhousiea
- Daviesia
- Decorsea
- Deflexae
- Dendrolobium
- Dendrotelis
- Derris
- Desmodiastrum
- Desmodium
- Dewevrea
- Dichilus
- Dicraeopetalum
- Dillwynia
- Dioclea
- Diphyllarium
- Diphysa
- Diplotropis
- Dipogon
- Dipteryx
- Discolobium
- Disynstemon
- Dolichopsis
- Dolichos
- Droogmansia
- Dumasia
- Dunbaria
- Dussia
- Dysolobium
- Ebenus
- Echinospartum
- Eleiotis
- Eminia
- Endosamara
- Erectae
- Erectoides
- Eremosparton
- Erichsenia
- Erinacea
- Eriosema
- Errazurizia
- Erythrina
- Etaballia
- Euchilopsis
- Euchresta
- Eutaxia
- Eversmannia
- Exostyles
- Extranervosae
- Eysenhardtia
- Fiebrigiella
- Fissicalyx
- Flemingia
- Fordia
- Galactia
- Galega
- Gastrolobium
- Geissaspis
- Genista
- Genistidium
- Geocarpa
- Geoffroea
- Gliricidia
- Glossostylus
- Glycine
- Glycyrrhiza
- Gompholobium
- Gonocytisus
- Goodia
- Grazielodendron
- Gueldenstaedtia
- Halimodendron
- Hammatolobium
- Haplormosia
- Hardenbergia
- Harleyodendron
- Harpalyce
- Hebestigma
- Hedysarum
- Herpyza
- Hesperolaburnum
- Heteranthae
- Heynianae
- Hippocrepis
- Hoita
- Holocalyx
- Hovea
- Humularia
- Hybosema
- Hymenocarpos
- Hymenolobium
- Hypocalyptus
- Indigofera
- Inocarpus
- Intertextae
- Isotropis
- Isthmocarpae
- Jacksonia
- Jansonia
- Kennedia
- Kotschya
- Kummerowia
- Lablab
- Laburnum
- Lamprolobium
- Lasiospron
- Lathyrus
- Latrobea
- Lebeckia
- Lecointea
- Lennea
- Lens
- Leptoderris
- Leptodesmia
- Leptosema
- Leptospireae
- Leptospron
- Lespedeza
- Lessertia
- Leucomphalos
- Liebrechtsia
- Liparia
- Lonchocarpus
- Lotononis
- lotus
- Luetzelburgia
- Lunatae
- Lupinus
- Lupularia
- Luzonia
- Maackia
- Machaerium
- Macrodontae
- Macropsychanthus
- Macroptilium
- Macrotyloma
- Margaritolobium
- Marina
- Mastersia
- Mecopus
- Medicago
- Melilotus
- Melliniella
- Melolobium
- Mildbraediodendron
- Millettia
- Mirbelia
- Monopteryx
- Mucuna
- Muelleranthus
- Mundulea
- Myrocarpus
- Myrospermum
- Myroxylon
- Mysanthus
- Nemcia
- Neocollettia
- Neoharmsia
- Neonotonia
- Neorautanenia
- Neorudolphia
- Nephrodesmus
- Nesphostylis
- Nissolia
- Nogra
- Olneya
- Onobrychis
- Ononis
- Ophrestia
- Orbexilum
- Orbiculares
- Oreophysa
- Ormocarpopsis
- Ormocarpum
- Ormosia
- Ornithopus
- Oryxis
- Ostryocarpus
- Otholobium
- Otoptera
- Oxylobium
- Oxyrhynchus
- Oxytropis
- Pachyrhizus
- Pachyspireae
- Panurea
- Paracalyx
- Paramachaerium
- Parochetus
- Parryella
- Pearsonia
- Pediomelum
- Pedunculares
- Peltiera
- Periandra
- Pericopsis
- Petaladenium
- Peteria
- Petteria
- Phaseolus
- Phylacium
- Phyllodium
- Phyllota
- Phylloxylon
- Physostigma
- Pickeringia
- Pictetia
- Piptanthus
- Piscidia
- Pisum
- Plagiocarpus
- Platycarpae
- Platycelyphium
- Platycyamus
- Platylobium
- Platymiscium
- Platypodium
- Platysepalum
- Plectrotropis
- Podalyria
- Podocytisus
- Poecilanthe
- Poiretia
- Poitea
- Polhillia
- Pongamiopsis
- Procerae
- Procumbentes
- Prorhizomatosae
- Pseudarthria
- Pseudeminia
- Pseudoeriosema
- Pseudoliebrechtsia
- Pseudovigna
- Psophocarpus
- Psoralea
- Psoralidium
- Psorothamnus
- Pterocarpus
- Pterodon
- Ptycholobium
- Ptychosema
- Pueraria
- Pultenaea
- Pycnospora
- Pyranthus
- Rafnia
- Ramorinoa
- Reflexae
- Retama
- Reticulatae
- Rhizomatosae
- Rhodopis
- Rhynchosia
- Rhynchotropis
- Riedeliella
- Robinia
- Robynsiophyton
- Rotatae
- Rothia
- Rupertia
- Sakoanala
- Salweenia
- Sarcodum
- Sartoria
- Schefflerodendron
- Scorpiurus
- Sellocharis
- Sesbania
- Shuteria
- Sigmoidotropis
- Sinodolichos
- Smirnowia
- Smithia
- Soemmeringia
- Sophora
- Spartidium
- Spartium
- Spathionema
- Spatholobus
- Sphaerolobium
- Sphaerophysa
- Sphenostylis
- Sphinctospermum
- Spirocarpos
- Spirotropis
- Spongiocarpella
- Stauracanthus
- Stirtonanthus
- Stracheya
- Streblorrhiza
- Strongylodon
- Strophostyles
- Stylosanthes
- Styphnolobium
- Sutherlandia
- Swainsona
- Swartzia
- Sweetia
- Sylvichadsia
- Tadehagi
- Taralea
- Taverniera
- Teline
- Templetonia
- Tephrosia
- Teramnus
- Teyleria
- Thermopsis
- Tipuana
- Trierectoides
- Trifidacanthus
- Trifolium
- Trigonella
- Tripodion
- Triseminatae
- Uleanthus
- Ulex
- Uraria
- Uribea
- Urodon
- Vandasina
- Vatairea
- Vataireopsis
- Vatovaea
- Vavilovia
- Vermifrux
- Vicia
- Vigna
- Viminaria
- Virgilia
- Weberbauerella
- Wiborgia
- Wisteria
- Xanthocercis
- Zollernia
- Zornia